# Dương Hiểu Độ
Dương Hiểu Độ (tiếng Trung: 杨晓渡; bính âm: Yáng Xiǎodù; sinh tháng 10 năm 1953) là chính khách nước Cộng hòa Nhân dân Trung Hoa. Ông hiện là Ủy viên Bộ Chính trị, Bí thư Ban Bí thư, Chủ nhiệm Ủy ban Giám sát Quốc gia. Ông phục vụ tại Thượng Hải và Tây Tạng vào đầu sự nghiệp chính trị. Từ năm 2014, ông được bầu vào chức vụ Phó Bí thư Ủy ban Kiểm tra Kỷ luật Trung ương (CCDI), cơ quan lãnh đạo chống tham nhũng của Đảng Cộng sản Trung Quốc.

## Tiểu sử
Dương Hiểu Độ sinh năm 1953 tại Thượng Hải. Năm 1970, trong thời gian Cách mạng Văn hóa, ông là thanh niên trí thức thực hiện lao động chân tay ở huyện Thái Hòa, tỉnh An Huy. Tháng 9 năm 1973, ông bắt đầu học tại Đại học Y học cổ truyền Trung Quốc Thượng Hải. Ông tốt nghiệp năm 1976 và sau đó bắt đầu làm việc tại địa khu Nagqu, Tây Tạng cho một công ty y dược. Năm 1984, ông được bổ nhiệm làm Bí thư Đảng ủy Bệnh viện địa khu Nagqu. Tháng 9 năm 1986, Dương Hiểu Độ được bổ nhiệm làm Phó Chuyên viên Cơ quan hành chính Địa khu Nagqu. Tháng 12 năm 1992, ông được bổ nhiệm giữ chức vụ Phó Bí thư Địa ủy địa khu Chamdo.
Năm 1995, ông được bổ nhiệm làm Giám đốc Sở Tài chính Khu tự trị Tây Tạng. Tháng 5 năm 1998, ông nhậm chức Phó Chủ tịch Chính phủ nhân dân Khu tự trị Tây Tạng. Năm 2001, ông trở lại quê hương Thượng Hải nhậm chức Phó Thị trưởng thành phố Thượng Hải. Ông theo học chuyên ngành lý luận luật học lớp nghiên cứu sinh tại chức ở Trường Đảng Trung ương trong khi giữ một công việc ở Tây Tạng.
Tháng 10 năm 2006, ông được bầu làm Ủy viên Ban Thường vụ Thành ủy Thượng Hải kiêm Trưởng Ban Công tác Mặt trận thống nhất Thành ủy Thượng Hải. Tháng 5 năm 2012, ông được bổ nhiệm làm Bí thư Ủy ban Kiểm tra Kỷ luật Thành ủy Thượng Hải. Tháng 11 năm 2013, đạt đến độ tuổi nghỉ hưu đối với các quan chức cấp phó tỉnh, Dương Hiểu Độ được bổ nhiệm làm Tổ trưởng Tổ Tuần thị thứ 3, phụ trách công tác chống tham nhũng tại Bộ Đất đai và Tài nguyên. Tháng 1 năm 2014, ông được bầu làm Phó Bí thư Ủy ban Kiểm tra Kỷ luật Trung ương.
Ngày 25 tháng 12 năm 2016, Dương Hiểu Độ được bổ nhiệm làm Bộ trưởng Bộ Giám sát, là người thứ tám và lớn tuổi nhất phục vụ trong chức vụ kể từ khi thành lập nước Cộng hòa Nhân dân Trung Hoa.
Ngày 18 tháng 3 năm 2018, ông được bầu làm Chủ nhiệm Ủy ban Giám sát Quốc gia.
Dương Hiểu Độ là Ủy viên Bộ Chính trị Đảng Cộng sản Trung Quốc khóa XIX và Ủy viên Ủy ban Kiểm tra Kỷ luật Trung ương khóa XIX.